# Mont Cleveland
El Mont Cleveland, també conegut com a Volcà Cleveland, (en anglès Mount Cleveland o Cleveland Volcano) és un estratovolcà gairebé simètric que es troba a l'extrem oest de l'illa Chuginadak, una de les illes Four Mountains, que es troba a l'oest de l'illa Umnak de les illes Fox, a les illes Aleutianes, Alaska. El mont Cleveland s'eleva fins als 1.730 msnm, i és un dels volcans més actius de l'arc de les Aleutianes. Els aleutians van anomenar l'illa en record a la seva deessa del foc, Chuginadak, que ells creien vivia al volcà. El 1894 un equip del U.S. Coast and Geodetic Survey va visitar l'illa i va donar-li el seu nom actual, en record de l'aleshores president Grover Cleveland.

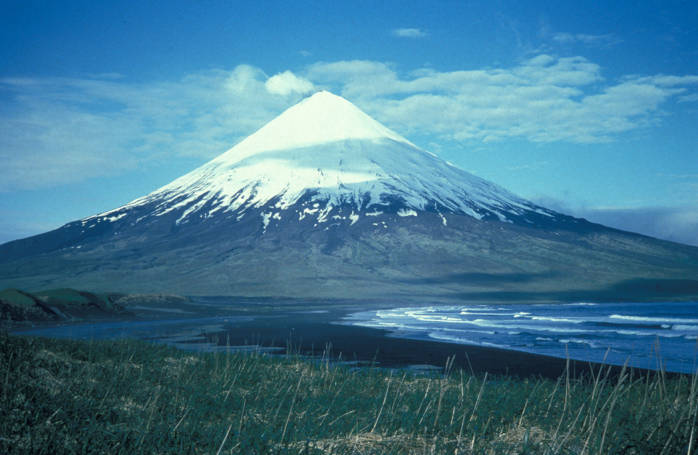
Mont Cleveland

Com a un dels volcans més actius de l'arc de les Aleutianes, el mont Clevelant ha entrat en erupció un mínim de 26 vegades en els darrers 230 anys. Una erupció VEI 3 va tenir lloc el 1944. Més recentment ha entrat en erupció tres vegades el 2009, dues el 2010, una el 2011, una el 2013 i una el 2014. L'aïllament i llunyania del volcà en limita les possibilitats d'estudi i l'Alaska Volcano Observatory depèn en gran manera dels satèl·lits per al seu monitoratge.